# Anna Traveset Vilaginés
Anna Traveset (La Seu d'Urgell) és una ecòloga catalana reconeguda pel seu treball sobre les interaccions ecològiques entre plantes i animals, especialment a les illes.
Traveset és professora de Recerca a l'Institut Mediterrani d'Estudis Avançats - IMEDEA (CSIC-UIB); amb seu a Mallorca, i professora col·laboradora de la Universitat de les Illes Balears. El 2017 va rebre el Premi Rei Jaume I de Protecció del Medi Ambient(Fundació Premis Rei Jaume I) i el 2022 el Premi Ramon Llull que concedeix el govern de les Illes Balears. Des de 2019 ocupa el càrrec de Representant Institucional del CSIC a les Illes Balears.

## Educació
Traveset es va llicenciar en Biologia a la Universitat de Barcelona (UB). Va realitzar la seva tesi de màster sota la direcció del professor Ramón Margalef sobre taxonomia i ecologia de les esponges d'aigua dolça. Va fer el doctorat a la Universitat de Pennsilvània, Filadèlfia (EUA), on començà a treballar en les interaccions planta-animal, fent treballs de camp al parc nacional Guanacaste (Costa Rica). Un cop va tornar a Espanya, va treballar a l'Estació Biològica de Doñana (1990-1991), abans de traslladar-se a l'IMEDEA a Mallorca el 1992.

## Trajectòria professional
Va iniciar la seva carrera professional al Consell Superior d'Investigacions Científiques (CSIC) el 1995 com a Investigadora Associada. L'any 2001 va obtenir la plaça d’investigadora científica, càrrec que va ocupar fins al 2006, quan es va convertir en Professora d'Investigació a la mateixa institució. Ha dirigit el laboratori d'Ecologia Terrestre a l'IMEDEA des del 2000. Del 2000 al 2004, va ser la representant espanyola del Progama LINKECOL de la European Science Foundation (ESF). Del 2006 al 2014 va formar part del Comitè Internacional de Ciència (IUBS). En el període 2010-2014 va ser membre del jurat de "Biología Evolutiva, Poblacional y Ambiental" de les beques d'investigació Avançada del Consell Europeu d'Investigació. Del 2012 al 2013 va formar part de la Comissió Nacional Avaluadora de l'Activitat Investigadora (CNEAI), i del 2014 al 2018 va ser responsable del jurat Nacional d'Investigació pel programa de Biodiversitat, Ecologia i Canvi Climàtic del Ministeri d'Educació, Cultura i Esports. Des del 2017 al 2022 va formar part del Comitè de l'Àrea Global Vida del CSIC. El 2019 va entrar en el Comitè Assessor de l’ONG Initiative pour les Petites Îles de Méditerranée, i des de 2018 és membre de l'Alt Consell Consultiu de R+D+I de la Generalitat de València.

## Investigació
La seva investigació se centra en l'estudi de les interaccions ecològiques i evolutives entre espècies, específicament en com aquestes són alterades per diferents impulsors del canvi global. També ha realitzat nombrosos estudis sobre biologia reproductiva d'espècies vegetals vulnerables o amenaçades. Destaca per les seves importants aportacions pel que fa al coneixement i comprensió de la biodiversitat en ecosistemes insulars. El seu treball se centra principalment a les Illes Balears, tot i que també coordina projectes a Canàries, Berlengas, Galápagos i Seychelles i participa en altres a l'Arxipèlag d’Ogasawara (Japón), i a Europa continental (Suècia, Alemanya, Bèlgica), i Amèrica (Mèxic). El 2022 ha obtingut un dels prestigiosos projectes que concedeix el Consell Europeu de Recerca (European Research Council), una ERC en la modalitat Advanced Grantper a estudiar la biodiversitat de diferents arxipèlags del món al llarg d'un gradient latitudinal, entendre la seva complexitat i avaluar com de vulnerable i resilient és al canvi global, concretament a aquest efecte de les espècies invasores, un problema molt important en els ecosistemes insulars.
Les seves contribucions més significatives han estat en el camp de la pol·linització i dispersió de llavors, també ha treballat amb interaccions antagòniques entre plantes i herbívors, amb l'objectiu d'entendre com aquestes interaccions ajuden a mantenir la biodiversitat comunitària i el funcionament de l'ecosistema. Utilitzant l'enfocament de la teoria de xarxes, el seu treball ha contribuït a entendre l'impacte del canvi global - específicament pel que fa ales invasions biològiques, pèrdua de l'hàbitat i el canvi climàtic - a les comunitats natives. Col·labora en diversos projectes amb investigadors/res de diferents institucions espanyoles i estrangeres i ha publicat prop de 300 articles i capítols de llibres amb investigadors/res de més de 30 països. Juntament amb el seu col·lega David Mark Richardson de la Universitat de Stellenbosch (Sud Àfrica), ha editat el llibre Plant Invasions: The Role of Biotic Interactions, publicat per CABI el 2020.

## Projectes recents i en curs dels quals és Investigadora Principal
- Determinants of island ecological complexity in the context of global change. IslandLife ERC AdG 2022-2027.[13]
- Acreditació “Unidad de Excelencia María de Maeztu” a l’IMEDEA. Ministerio de Ciencia e Innovación (2023-2026). (CEX2021-001198-M)[14]
- DEciPhering Island ecological ComplexiTy and its response to disturbances: field observations, theory and predictive models (DEPICT). Ministerio de Ciencia e Innovación. (2021-2024) (PID2020-114324GB-C21).
- Involving people to protect wild bees and other pollinators in the Mediterranean. European Union. LIFE 4 POLLINATORS. (LIFE18 GIE/IT/000755). (CSIC partner)[15]
- Primer estudio sistemático de los polinizadores y divulgación de su importancia para el mantenimiento de la biodiversidad en los dos Parques Nacionales Marítimo-Terrestres (PolinIslas). Ministerio de Transición Ecológica (2713/2021).
- Efectos del cambio global sobre las meta-redes tróficas en islas de pequeño tamaño. Ministerio de Economía y Competitividad (CGL2017-88122-P)
- Functional connectivity and green infrastructure. FUNgreen (2016-2019). European Union (BIODIVERSA Program).
- Importancia de los mutualismos simples y dobles planta-vertebrado en islas: dobles beneficios, dobles riesgos? Ministerio de Economía y Competitividad de España (CGL2013-44386-P)

## Reconeixements i premis
- 2024. Premi a la trajectòria professional de la Societat Catalana de Biologia.[16]
- 2023. Premi Medalla Margarita Salas del CSIC a la millor trajectòria en supervisió d'estudiants.[17]
- 2022. Premi Ramon Llull del Govern de les Illes Balears.[18]
- 2019. Representant Institucional del CSIC a les Illes Balears.[19]
- 2019. Membre del Comitè Científic Assessor de la Fundació Gadea.
- 2018. Membre de l’Alt Consell Consultiu en R+D+i de la Generalitat Valenciana.
- 2017. Premi Rei Jaume I de Protecció del Medi Ambient, atorgat per la Generalitat de València en su XXX edició. Es tracta del premi científic més prestigiós d'Espanya, amb un jurat internacional que inclou 18 Premis Nobel.[20]
- 1996. Premi Bartomeu Darder atorgat per la Societat d'Història Natural de les Balears (SHNB) al millor estudi publicat en l'àrea de les ciències naturals.

## Publicacions destacades
- Martins, L.… Traveset, A., … &amp; Tylianakis, J.M. (2022) Global and regional ecological boundaries drive abrupt changes in avian frugivory interactions. Nature Communications 13: 6943.
- Colom, P.; Ninyerola, M.; Pons, X.; Traveset, A. &amp; Stefanescu S. (2022) Phenological sensitivity and seasonal variability explain climate-driven trends in Mediterranean butterflies. Proceedings of the Royal Soc. London Soc. B 289:20220251.
- Muñoz-Gallego, R.; Fedriani, J.M.; Serra, P. &amp; Traveset, A. (2022) Non-additive effects of two contrasting introduced herbivores on the reproduction of a pollination-specialized palm. Ecology 103: e3797.
- Donoso, I., Fricke, E.C., Herv√≠as-Parejo, S., Rogers, H.S., and Traveset, A. (2022) Drivers of ecological and evolutionary disruptions in the seed dispersal process: global patterns and mechanisms. Frontiers in Ecol &amp; Evol 10, 794481.
- González-Varo J.P., Rumeu, JB., Albrecht, J., Arroyo, J.M., Bueno, R.S., Burgos, T., da Silva, L.P., Escribano-Ávila, G., Farwig, N., García, D., Heleno, R.H:, Illera, J.C., Jordano, P., Kurek, P., Simmons, B.I., Virgós, E., Sutherland, W.J., and Traveset, A. (2021) Bird-migration flows hinder plant dispersal towards cooler latitudes. Nature 595: 75-79.
- Rogers, H., Donoso, I., Traveset, A. and Fricke, E. (2021) Cascading Impacts of Seed Disperser Loss on Communities and Ecosystems. Annual Review of Ecology and Systematics 52: 641-666.
- Heleno, R.H., Ripple, W. J. & Traveset, A. (2020) Scientists' warning on endangered food webs. Web Ecology 20: 1-10.
- Traveset, A., Escribano-Ávila, JM Gómez-Reyes & Valido, A. (2019) Conflicting selection on Cneorum tricoccon (Rutaceae) seed size caused by native and alien invasive seed dispersers. Evolution, 73: 2204- 2215.
- Trojelsgaard, K., Heleno, R. & Traveset, A. (2019) Native and alien flower visitors differ in partner fidelity and network integration. Ecology Letters 22: 1264- 1273.
- Traveset, A., Tur C. & Eguíluz, V.M. (2017) Plant survival and keystone pollinator species in stochastic coextinction models: role of intrinsic dependence on animal- pollination. Scientific Reports 7: 6915.
- González-Varo, J.P. & Traveset, A. (2016) The Labile Limits of Forbidden Interactions. Trends in Ecology & Evolution 31: 700-710.
- Tur, C., Sáez, A., Traveset, A. & Aizen, MA. (2016) Evaluating the effects of pollinator‐mediated interactions using pollen transfer networks: evidence of widespread facilitation in south Andean plant communities. Ecology Letters 19: 576-586.
- Traveset, A. et al. (2015) Bird–flower visitation networks in the Galápagos unveil a widespread interaction release. Nature Communications 6: article 6376.
- Traveset, A. et al. (2015) Global patterns in pollination networks in island and continental areas. Global Ecology and Biogeography 25: 880-890.
- Valiente‐Banuet, A.; MA Aizen, JM Alcántara, J Arroyo, A Cocucci, ..., A Traveset… (2014) Beyond species loss: the extinction of ecological interactions in a changing world Arxivat 2020-05-21 a Wayback Machine.. Functional Ecology 29: 299-307.
- Traveset, A. & Richardson, D.M. (2014) Mutualistic Interactions and Biological Invasions Arxivat 2020-05-16 a Wayback Machine.. Annual Review of Ecology, Evolution and Systematics 45: 89-113.
- Traveset, A. et al. (2013) Invaders of pollination networks in the Galápagos Islands: emergence of novel communities. Proceedings of the Royal Society B: Biological Sciences 280 (1758), 20123040.
- Morales, C.L. & Traveset, A. (2009) A meta‐analysis of impacts of alien vs. native plants on pollinator visitation and reproductive success of co‐flowering native plants. Ecology Letters 12: 716-728
- Traveset, A. & Richardson, D.M. (2006) Biological invasions as disruptors of plant reproductive mutualisms. Trends in Ecology & Evolution 21: 208-216.
- Traveset, A.; Verdú; Levey; Silva; Galetti A meta-analysis on the effect of gut treatment on seed germination, 2002.
- García-Fayos, P.; Gulías; Martínez; Marzo; Melero Bases ecológicas para la recolección, almacenamiento y germinación de semillas de especies de uso forestal de la Comunidad Valenciana.  Banc de Llavors Forestals (Conselleria de Medi Ambient, Generalitat Valenciana), 2001.
- Willson, M. F., & Traveset, A. (2000). The ecology of seed dispersal. Seeds: the ecology of regeneration in plant communities, 2, 85-110.
- Traveset, A. (1998). Effect of seed passage through vertebrate frugivores' guts on germination: a review. Perspectives in Plant ecology, evolution and systematics, 1(2), 151-190.

La llista completa de publicacions es pot consultar aquí: https://www.travesetlab.com/publications